# Pauline Bonaparte
Pauline Bonaparte (20 tháng 10 năm 1780 - 09 tháng 06 năm 1825) là Nữ công tước có chủ quyền đầu tiên của Công quốc Guastalla ở Ý, công chúa hoàng gia Pháp và công nương xứ Sulmona và Rossano. Bà là con thứ sáu của Letizia Ramolino và Carlo Buonaparte, đại diện của triều đình Vua Louis XVI tại Đảo Corse. Anh trai của bà là Napoléon Bonaparte, người sáng lập và là hoàng đế đầu tiên của Đệ Nhất Đế chế Pháp. Bà kết hôn với Charles Leclerc, một vị tướng người Pháp, sau cái chết của người chồng đầu tiên vào năm 1802, bà đã kết hôn với Camillo II Borghese. Bà chỉ có 1 người con duy nhất là Dermide Leclerc với người chồng đầu tiên, nhưng đã mất từ lúc bé. Bà là người duy nhất của Nhà Bonaparte đã đến thăm Napoleon khi ông lưu vong tại Đảo Elba.

## Cuộc sống đầu đời
Maria Paola Buonaparte, sinh ngày 20/10/1780 tại Ajaccio, Đảo Corse, Vương quốc Pháp. Bà là người con thứ 6 của Letizia Ramolino và Carlo Buonaparte, người đại diện của Hoàng gia Pháp dưới thời Louis XVI tại Đảo Corse. Bà được mọi người gọi bằng cái tên thân mật "Paoletta". Người ta biết rất ít về thời thơ ấu của bà, ngoại trừ việc bà không được giáo dục chính thức. Sau cái chết của người cha Carlo vào năm 1785, gia đình rơi vào cảnh khó khăn. Pauline là em gái của Joseph, Napoleon, Lucien, Élisa Bonaparte, Louis và là chị gái của Caroline, và Jérôme Bonaparte.